# Cantone di Sainte-Livrade-sur-Lot
Il Cantone di Sainte-Livrade-sur-Lot era una divisione amministrativa dell'arrondissement di Villeneuve-sur-Lot.
È stato soppresso a seguito della riforma complessiva dei cantoni del 2014, che è entrata in vigore con le elezioni dipartimentali del 2015.
Comprendeva i comuni di:
- Allez-et-Cazeneuve
- Dolmayrac
- Sainte-Livrade-sur-Lot
- Le Temple-sur-Lot